# Eurville-Bienville
Pour les articles homonymes, voir Eurville et Bienville (homonymie).
Ne doit pas être confondu avec Euville.
Eurville-Bienville est une commune française située dans le département de la Haute-Marne, en région Grand Est.
Ses habitants sont les Eurvillois-Bienvillois.

## Géographie

### Situation
Eurville-Bienville est issue de la fusion en 1972 des deux villages localisés de part et d'autre de la Marne, Eurville sur la rive gauche, Bienville sur la droite.
Commune de la Champagne humide, entourée de forêts (notamment la forêt du Val), elle a naturellement une activité agricole (polyculture élevage) et sylvicole.
La présence d'eau et de minerai de fer qui affleure ont permis l'installation de forges dès le Moyen Âge et d'une industrie métallurgique depuis le XIVe siècle, maintenant disparue (l'usine de Bienville ferme en 1955, celle d'Eurville en 1960).
| Marnaval                | Roches-sur-Marne   | Chamouilley |
| Villiers-aux-Bois       | Eurville-Bienville | Narcy       |
| Troisfontaines-la-Ville | Bayard-sur-Marne   |             |

### Axes de communication
La commune se trouve sur l'axe Saint-Dizier - Chaumont - Langres. Cet axe qui suit la vallée de la Marne sur toute la longueur du département, comprenant plusieurs moyens de communication :
- un axe routier : route nationale RN 67 sur la rive gauche, qui contourne depuis 1983 Eurville-Bienville, et route départementale RD 8 sur la rive droite ;
- un axe ferroviaire : ligne SNCF Reims - Dijon ;
- un axe fluvial avec la Marne, utilisée au Moyen Âge, notamment pour le transport du bois, et aussi le canal de la Marne à la Saône depuis le XIXe siècle).

### Hydrographie
La commune est dans la région hydrographique « la Seine de sa source au confluent de l'Oise (exclu) » au sein du bassin Seine-Normandie. Elle est drainée par le canal de la Marne a la Saone, la Marne, le cours d'eau 01 du Grand Étang, divers bras du canal de la Marne à la Saône, le Fossé 01 de Château Ganne, le Fossé 01 de la commune de Roches-sur-Marne, le Fossé 01 de la commune d'Eurville-Bienville, le Fossé 01 de la Source du Pont de Pierre, le Fossé 02 de la commune d'Eurville-Bienville, la Marne,.
Le canal de la Marne à la Saône est un canal à bief de partage au gabarit Freycinet, d'une longueur de 160 km reliant les vallées de la Marne et de la Saône, géré par les Voies navigables de France. 
La Marne  prend sa source sur le plateau de Langres, dans la commune de Saints-Geosmes (Haute-Marne) et se jette dans la Seine entre Charenton-le-Pont et Alfortville (Val-de-Marne) dans le quartier de Conflans-l'Archevêque. Les caractéristiques hydrologiques de la Marne sont données par la station hydrologique située sur la commune de Chamouilley. Le débit moyen mensuel est de 31,1 m3/s. Le débit moyen journalier maximum est de 374 m3/s, atteint lors de la crue du 24 janvier 2018. Le débit instantané maximal est quant à lui de 397 m3/s, atteint le 31 décembre 2001.

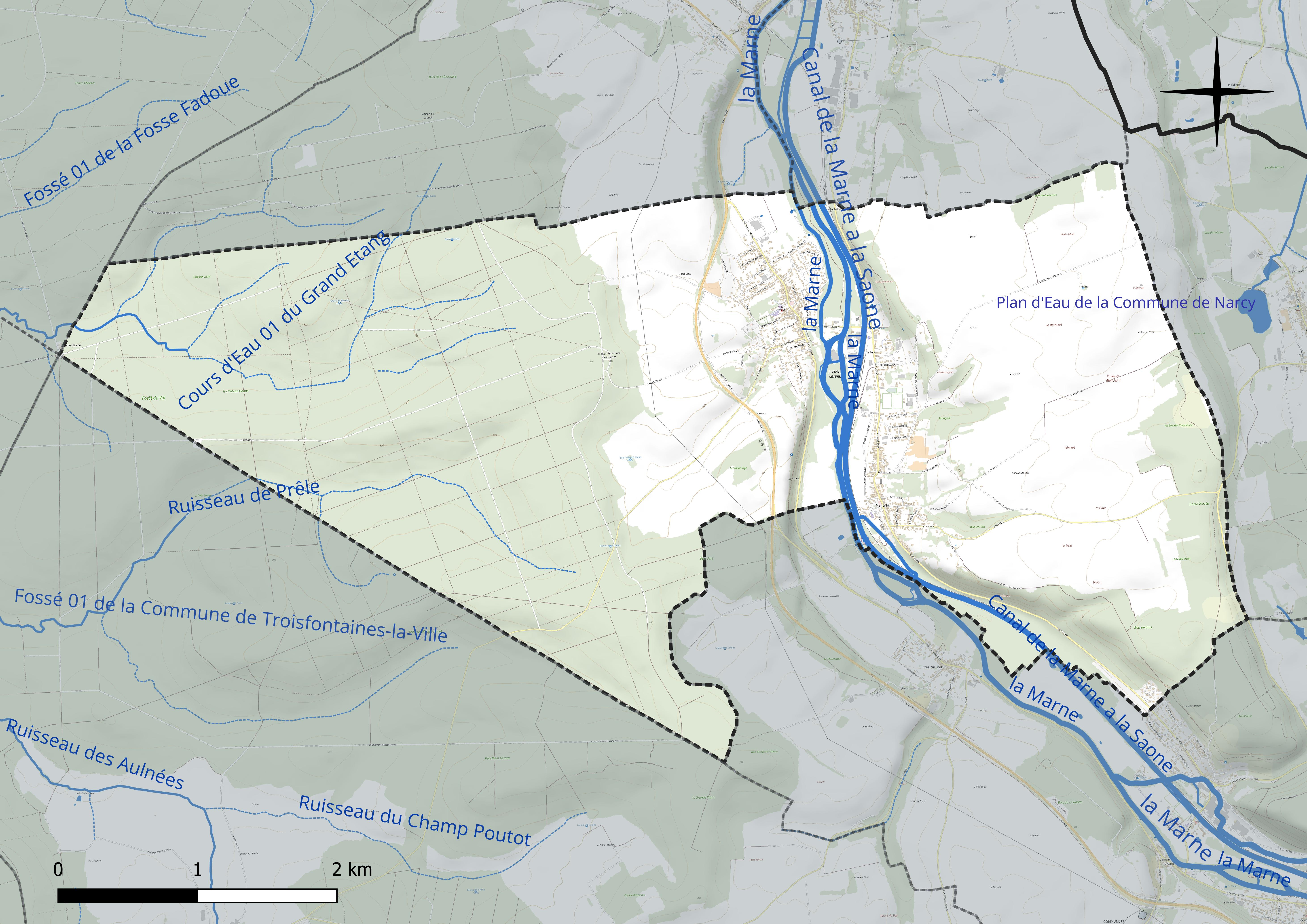
Réseau hydrographique d'Eurville-Bienville.

### Climat
Pour des articles plus généraux, voir Climat du Grand Est et Climat de la Haute-Marne.
En 2010, le climat de la commune est de type climat des marges montargnardes, selon une étude du Centre national de la recherche scientifique s'appuyant sur une série de données couvrant la période 1971-2000. En 2020, Météo-France publie une typologie des climats de la France métropolitaine dans laquelle la commune est exposée à un climat océanique altéré et est dans la région climatique  Lorraine, plateau de Langres, Morvan, caractérisée par un hiver rude (1,5 °C), des vents modérés et des brouillards fréquents en automne et hiver. 
Pour la période 1971-2000, la température annuelle moyenne est de 10,3 °C, avec une amplitude thermique annuelle de 15,7 °C. Le cumul annuel moyen de précipitations est de 982 mm, avec 13,6 jours de précipitations en janvier et 9,5 jours en juillet. Pour la période 1991-2020, la température moyenne annuelle observée sur la station météorologique de Météo-France la plus proche, « Chevillon_sapc », sur la commune de Chevillon à 9 km à vol d'oiseau, est de 11,1 °C et le cumul annuel moyen de précipitations est de 982,1 mm. 
La température maximale relevée sur cette station est de 40,6 °C, atteinte le 25 juillet 2019 ; la température minimale est de −17,4 °C, atteinte le 20 décembre 2009,,. 
Les paramètres climatiques de la commune ont été estimés pour le milieu du siècle (2041-2070) selon différents scénarios d'émission de gaz à effet de serre à partir des nouvelles projections climatiques de référence DRIAS-2020. Ils sont consultables sur un site dédié publié par Météo-France en novembre 2022.

### Géologie

Coupe stratigraphique schématique ouest-est d'Eurville-Bienville.

La commune fait partie du Bassin parisien. Elle est installée sur des couches jurassiques (quand il y avait des dinosaures), et crétacées (après la disparition de ces sauriens).
Les communes d'Eurville et Bienville sont installés en fond de vallée, de part et d'autre de la Marne, sur des calcaires jurassiques. À l'ouest, ces calcaires font place à des terrains marneux du crétacé. À l'est de la commune, une faille fait la limite avec la commune de Narcy. La carte géologique de la commune est disponible sur le site Géoportail de l'IGN.
La coupe géologique ci-contre, qui exagère le relief, montre les différentes couches stratigraphiques et leur inclinaison.
On peut trouver des fossiles dans les différentes couches. Les calcaires du jurassique présentent de nombreux coquillages bivalves (photo de gauche). On trouve dans les marnes crétacées de nombreux Ostrea ou Gryphea, ancêtres des huîtres (photo de droite).

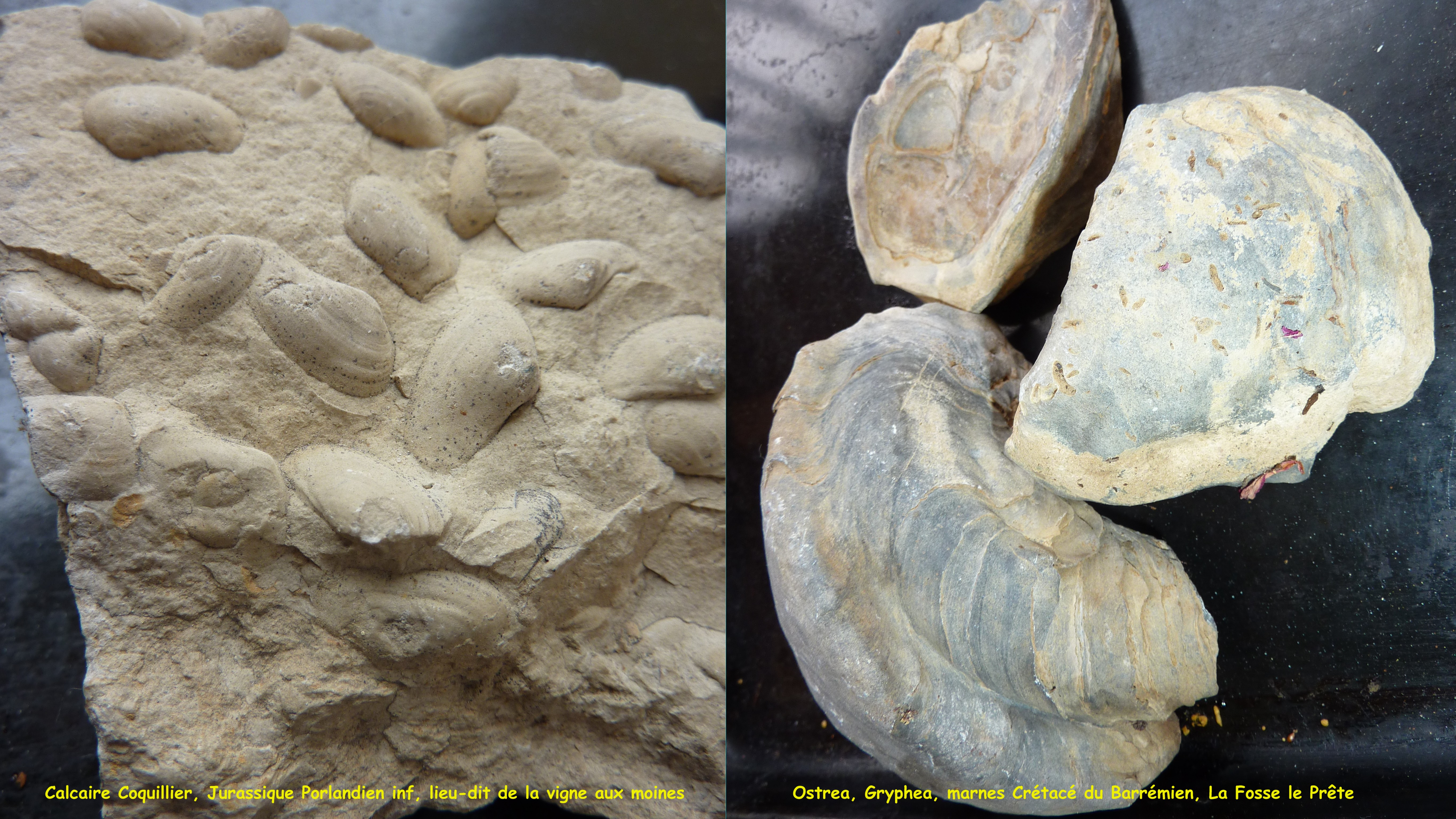
Quelques fossiles.

## Urbanisme

### Typologie
Au 1er janvier 2024, Eurville-Bienville est catégorisée bourg rural, selon la nouvelle grille communale de densité à sept niveaux définie par l'Insee en 2022.
Elle est située hors unité urbaine. Par ailleurs la commune fait partie de l'aire d'attraction de Saint-Dizier, dont elle est une commune de la couronne,. Cette aire, qui regroupe 72 communes, est catégorisée dans les aires de 50 000 à moins de 200 000 habitants,.

### Occupation des sols
L'occupation des sols de la commune, telle qu'elle ressort de la base de données européenne d’occupation biophysique des sols Corine Land Cover (CLC), est marquée par l'importance des forêts et milieux semi-naturels (54,1 % en 2018), une proportion sensiblement équivalente à celle de 1990 (54,2 %). La répartition détaillée en 2018 est la suivante : 
forêts (51,9 %), terres arables (29,4 %), prairies (5,9 %), zones urbanisées (5,3 %), zones agricoles hétérogènes (4 %), milieux à végétation arbustive et/ou herbacée (2,2 %), zones industrielles ou commerciales et réseaux de communication (1,3 %). L'évolution de l’occupation des sols de la commune et de ses infrastructures peut être observée sur les différentes représentations cartographiques du territoire : la carte de Cassini (XVIIIe siècle), la carte d'état-major (1820-1866) et les cartes ou photos aériennes de l'IGN pour la période actuelle (1950 à aujourd'hui).

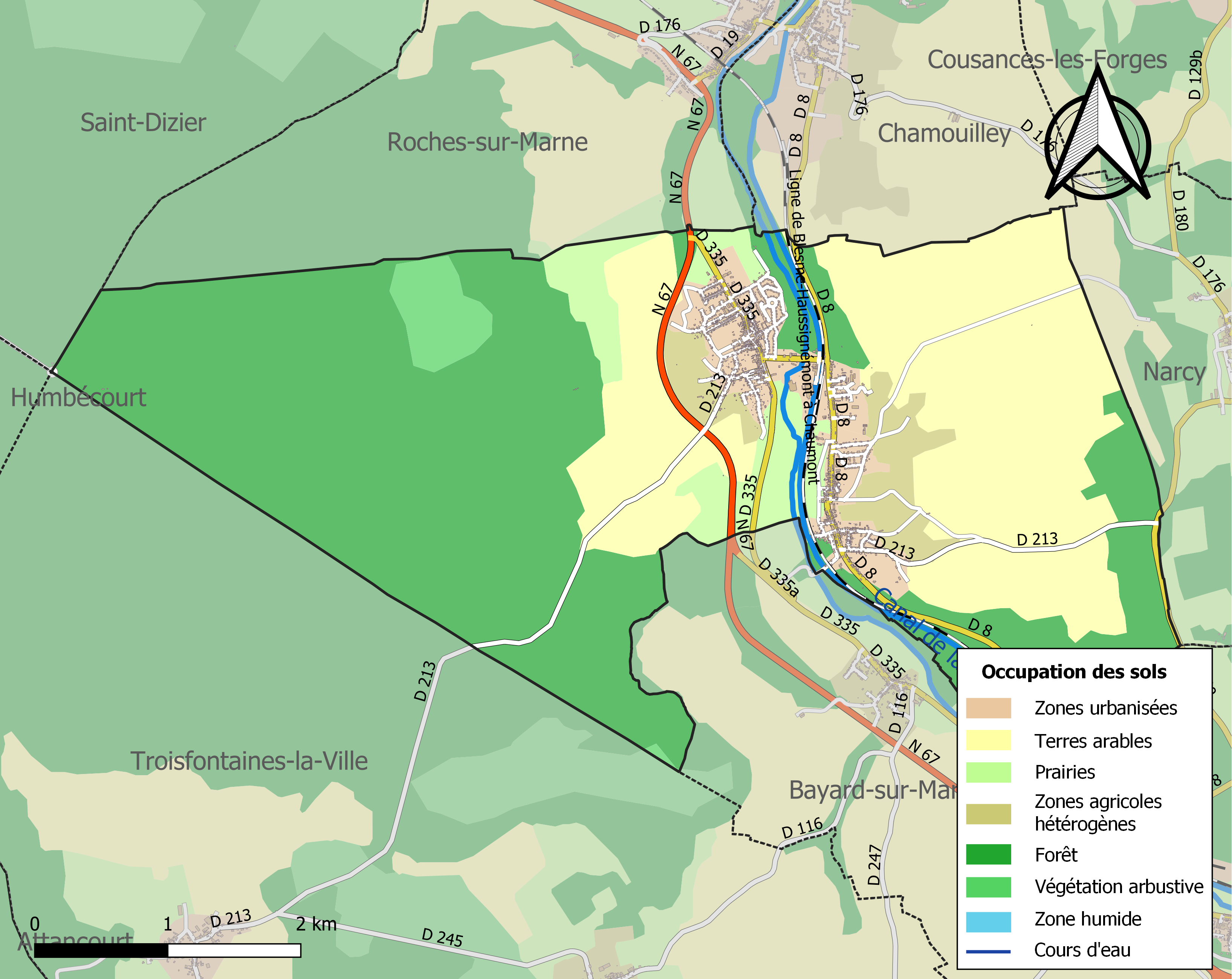
Carte des infrastructures et de l'occupation des sols de la commune en 2018 (CLC).

## Toponymie

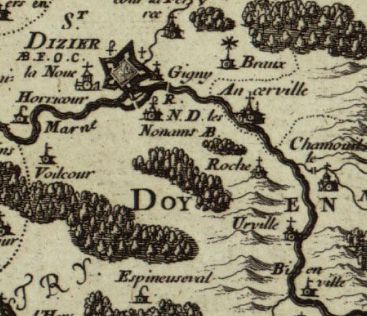
Carte de 1656.

Le village de Bienville aurait existé dès le Ve siècle, et sainte Ménehould y serait morte en 490 (la chapelle dans les champs marque l'emplacement présumé de la maison où elle aurait fini sa vie). Il est connu sous plusieurs noms depuis le XIIe siècle : 1137 Buinivilla, 1235 Bienvilla, 1290 Bien Ville, 1498 Bienville, 1539 Bienville-sur-Marne.
Le village d'Eurville a porté plusieurs noms depuis le IXe siècle : 887 Urtis Villa, 1107-1139 Autarii Villa, 1164 Oervilla et Autarivilla, puis 1230 Horrivilla et Orvilla, 1385 Orville et Orville-sur-Marne, 1391 Ureville-sur-Marne, 1700 Urville. Le nom Eurville semble être mentionné pour la première fois en 1538.

## Histoire

### Moyen Âge
Eurville et Bienville ont longtemps été séparés par une frontière. Entre les deux villages passait le « Fossé de France », une frontière créée par le traité de Verdun en 843. Eurville était en Francie et Bienville en Lotharingie. Quelques bornes de pierre marquant cette frontière sont encore visibles. Cette frontière a même été rétablie par les Allemands pendant la Seconde Guerre mondiale.
Aux temps féodaux, Eurville dépendait du seigneur de Dampierre de Saint-Dizier, du comte de Champagne et du royaume de France. On trouve trace du village en 1233 : Guillaume de Dampierre, seigneur de Saint-Dizier, avait usurpé la moitié des revenus de l'abbaye Saint-Urbain en s'appropriant les serfs d'Eurville, Bienville, Prez, Chamouilley et Roches. En 1483, Eurville dépend de la Lorraine et du Roi René, duc de Lorraine et de Bar.

### Temps modernes
Le 3 novembre 1546, François Ier s'arrête dans le village. En 1551, Eurville passe aux mains du baron de Joinville.
La seigneurie de Bienville appartient en 1540 à François d'Anglure, puis au baron Albert Doré de Bolandre jusqu'en 1652

### Révolution française et Empire Moderne
Alors qu'ils sont prévus dans chaque commune par la loi du 21 mars 1793, le comité de surveillance d’Eurville ne se crée que le 27 octobre, après la loi du 17 septembre qui précise leur organisation. Ses pouvoirs sont renforcés par la loi du 14 frimaire An II, qui lui attribue la surveillance de l’application des lois en concurrence avec les municipalités. Il se borne toutefois comme la plupart des comités communaux à surveiller les étrangers et désarmer les suspects. Cette faible ampleur de l'action révolutionnaire est visible sur l'ensemble du département.
En janvier 1814, pendant la Campagne de France, l'armée autrichienne qui envahit la France passe par Eurville. Le maire d'Eurville, François Victor Jean de Lespérut fait sauter le pont sur la Marne, qui est sur sa propriété, afin de retarder l'avance des troupes alliées vers Paris.
Il fut reconstruit à la sortie de la seconde guerre mondiale, en 1946. On dispose de quelques images de la reconstruction, qui servit décor au film Martin Roumagnac avec Jean Gabin et Marlene Dietrich.

### Période contemporaine
En 1884, l'explosion d'une chaudière de l'usine métallurgique provoque la mort de 21 personnes et fait 35 blessés.
Le 1er mai 1972, la commune d'Eurville devient Eurville-Bienville à la suite de sa fusion-association avec celle de Bienville. Le 1er mars 1990, la fusion d'Eurville avec Bienville est transformé en fusion simple.

## Politique et administration

### Liste des maires
La commune n'a connu que trois maires depuis la fusion des communes. L'intégralité des maires de chacune des communes est disponible en déroulant le tableau.
Les actes d'état civil, en ligne sur le site des Archives départementales de la Haute-Marne, permettent de reconstituer la liste des maires depuis 1793. Avant 1792, les actes sont tenus par les curés des villages.

## Population et société

### Démographie

#### Évolution démographique
L'évolution du nombre d'habitants est connue à travers les recensements de la population effectués dans la commune depuis 1793. Pour les communes de moins de 10 000 habitants, une enquête de recensement portant sur toute la population est réalisée tous les cinq ans, les populations de référence des années intermédiaires étant quant à elles estimées par interpolation ou extrapolation. Pour la commune, le premier recensement exhaustif entrant dans le cadre du nouveau dispositif a été réalisé en 2008.

En 2022, la commune comptait 2 001 habitants, en évolution de −4,44 % par rapport à 2016 (Haute-Marne : −4,62 %, France hors Mayotte : +2,11 %).
| 1793 | 1800 | 1806 | 1821 | 1831 | 1836 | 1841 | 1846 | 1851 |
| ---- | ---- | ---- | ---- | ---- | ---- | ---- | ---- | ---- |
| 500  | 601  | 573  | 555  | 645  | 674  | 674  | 703  | 672  |

| 1856 | 1861 | 1866  | 1872  | 1876  | 1881  | 1886  | 1891  | 1896  |
| ---- | ---- | ----- | ----- | ----- | ----- | ----- | ----- | ----- |
| 886  | 989  | 1 317 | 1 469 | 1 511 | 1 589 | 1 523 | 1 482 | 1 539 |

| 1901  | 1906  | 1911  | 1921  | 1926  | 1931  | 1936  | 1946  | 1954  |
| ----- | ----- | ----- | ----- | ----- | ----- | ----- | ----- | ----- |
| 1 789 | 1 871 | 2 006 | 1 616 | 1 599 | 1 405 | 1 383 | 1 152 | 1 357 |

| 1962  | 1968  | 1975  | 1982  | 1990  | 1999  | 2006  | 2008  | 2013  |
| ----- | ----- | ----- | ----- | ----- | ----- | ----- | ----- | ----- |
| 1 424 | 1 420 | 2 275 | 2 327 | 2 086 | 2 083 | 2 056 | 2 048 | 2 142 |

| 2018  | 2022  | - | - | - | - | - | - | - |
| ----- | ----- | - | - | - | - | - | - | - |
| 2 035 | 2 001 | - | - | - | - | - | - | - |

#### Démographie de Bienville avant 1972
| 1793 | 1800 | 1806 | 1821 | 1831 | 1836 | 1841 | 1846 | 1851 |
| ---- | ---- | ---- | ---- | ---- | ---- | ---- | ---- | ---- |
| 330  | 382  | 395  | 376  | 456  | 534  | 557  | 534  | 543  |

| 1856 | 1861 | 1866 | 1872 | 1876 | 1881 | 1886 | 1891 | 1896 |
| ---- | ---- | ---- | ---- | ---- | ---- | ---- | ---- | ---- |
| 592  | 760  | 994  | 894  | 866  | 869  | 850  | 790  | 796  |

| 1901 | 1906 | 1911 | 1921 | 1926 | 1931 | 1936 | 1946 | 1954 |
| ---- | ---- | ---- | ---- | ---- | ---- | ---- | ---- | ---- |
| 829  | 857  | 831  | 862  | 851  | 755  | 835  | 701  | 835  |

| 1962 | 1968 | - | - | - | - | - | - | - |
| ---- | ---- | - | - | - | - | - | - | - |
| 855  | 797  | - | - | - | - | - | - | - |

#### Démographie d'Eurville avant 1972
| 1793 | 1800 | 1806 | 1821 | 1831 | 1836 | 1841 | 1846 | 1851 |
| ---- | ---- | ---- | ---- | ---- | ---- | ---- | ---- | ---- |
| 500  | 601  | 573  | 555  | 645  | 674  | 674  | 703  | 672  |

| 1856 | 1861 | 1866  | 1872  | 1876  | 1881  | 1886  | 1891  | 1896  |
| ---- | ---- | ----- | ----- | ----- | ----- | ----- | ----- | ----- |
| 886  | 989  | 1 317 | 1 469 | 1 511 | 1 523 | 1 523 | 1 482 | 1 539 |

| 1901  | 1906  | 1911  | 1921  | 1926  | 1931  | 1936  | 1946  | 1954  |
| ----- | ----- | ----- | ----- | ----- | ----- | ----- | ----- | ----- |
| 1 789 | 1 871 | 2 006 | 1 616 | 1 599 | 1 405 | 1 383 | 1 152 | 1 357 |

| 1962  | 1968  | - | - | - | - | - | - | - |
| ----- | ----- | - | - | - | - | - | - | - |
| 1 424 | 1 420 | - | - | - | - | - | - | - |

Eurville dispose des actes paroissiaux depuis 1544. Le dépouillement complet ayant été réalisé, on a pu estimer la population du village en 1679 à 248 habitants.

#### Démographie d'Eurville-Bienville après 1972
| 1975  | 1982  | 1990  | 1999  | 2006  | 2009  |
| ----- | ----- | ----- | ----- | ----- | ----- |
| 2 275 | 2 327 | 2 086 | 2 083 | 2 056 | 2 079 |

en bleu Bienville, en rouge Eurville

La plus forte croissante démographique a eu lieu dans la seconde moitié du XIXe siècle (en 20 ans, entre 1851 et 1872, le village a presque doublé passant de 1 215 à 2 363 habitants) : la sidérurgie de la vallée de la Marne participe pleinement à la révolution industrielle.
Le pic démographique des deux villages réunis artificiellement dans ce graphique est atteint juste avant la première guerre mondiale. Dans le détail, on voit qu'il est atteint à Bienville en 1866 et en 1911 à Eurville.
Depuis 1911 et jusqu'après la Seconde Guerre mondiale, la décroissance est régulière.
Depuis 1950 et malgré la crise sidérurgique, le village a su garder une population assez stable. Eurville-Bienville résiste même un peu mieux que le reste du département à l'érosion démographique : elle n’a perdu entre 1999 et 2006 que 0,2 % de population là où le département perd 0,5 % grâce à une politique attractive de la municipalité.
Un nouveau lotissement « le Clos-Denis », installé à l’emplacement une ancienne ferme, devrait permettre de contenir cette érosion.

### Enseignement
La commune dépend de l'Académie de Reims.
Elle compte 10 classes dans 2 établissements scolaires :
- 3 maternelles « L’arc-en-ciel » à Bienville ;
- 7 primaires « Les séquoias » à Eurville.

La commune est avec Chevillon, la seule du nord du département à posséder un centre de loisirs qui accueille une quarantaine d’enfants.
La Diane sportive d'Eurville-Bienville existe depuis 1891, ce qui en fait l'un des plus anciens clubs de sport.

### Santé
Présence d'un pôle médical : médecin, dentiste, kinésithérapeute, infirmière, pharmacie.

## Économie

### Histoires des forges

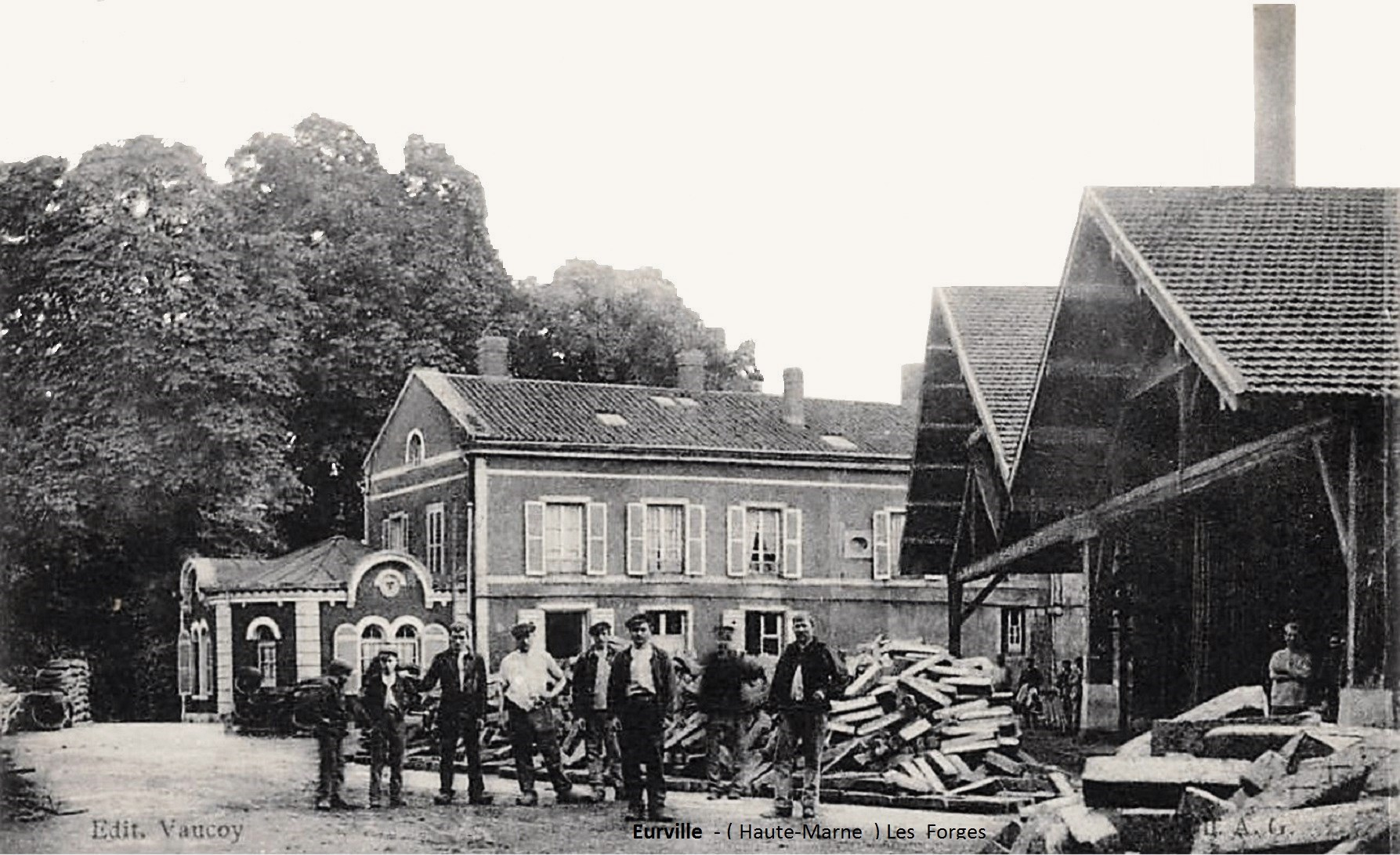
les Forges (1915).

Les forges se sont installées le long de la vallée de la Marne depuis le Moyen Âge. La situation est idéale : présence du minerai de fer (matière première), de forêts (bois de combustion et source de carbone pour obtenir la fonte), et d'eau (force utilisée pour le soufflage, le martelage, alimentation des chaudières...).
Les forges d'Eurville sont mentionnées depuis le XIIIe siècle.
La démographie de la commune est directement liée à cette industrie.
Les forges ont connu des incidents. Est encore présent dans les mémoires, l'accident du 10 novembre 1884 : une chaudière de 14 mètres explose à 3 h du matin, faisant 22 morts et 33 blessés.
La crise sidérurgique voit la diminution progressive de l'activité des usines des deux villages, qui ferment l'une après l'autre : celle de Bienville en 1955, celle d'Eurville en 1960.

### Économie actuelle
La commune comptait en 2009, 37 entreprises ou professions libérales et 22 associations.
Une activité agricole de type polyculture-élevage subsiste dans le village mais s’est réduite considérablement au cours du temps. La SAU (surface agricole utile) a été divisée par deux en 20 ans. Il ne reste qu’une exploitation agricole active dans le village.
Autrefois on trouvait même des vignes sur les coteaux comme l’atteste le « Chemin de vigne aux moines » (ceux de l’abbaye d’Epineuseval). Le Phylloxera au XIXe siècle en a eu raison.
La commune dispose d'un parc d'activités : la zone industrielle des Longues Royes.

## Culture locale et patrimoine

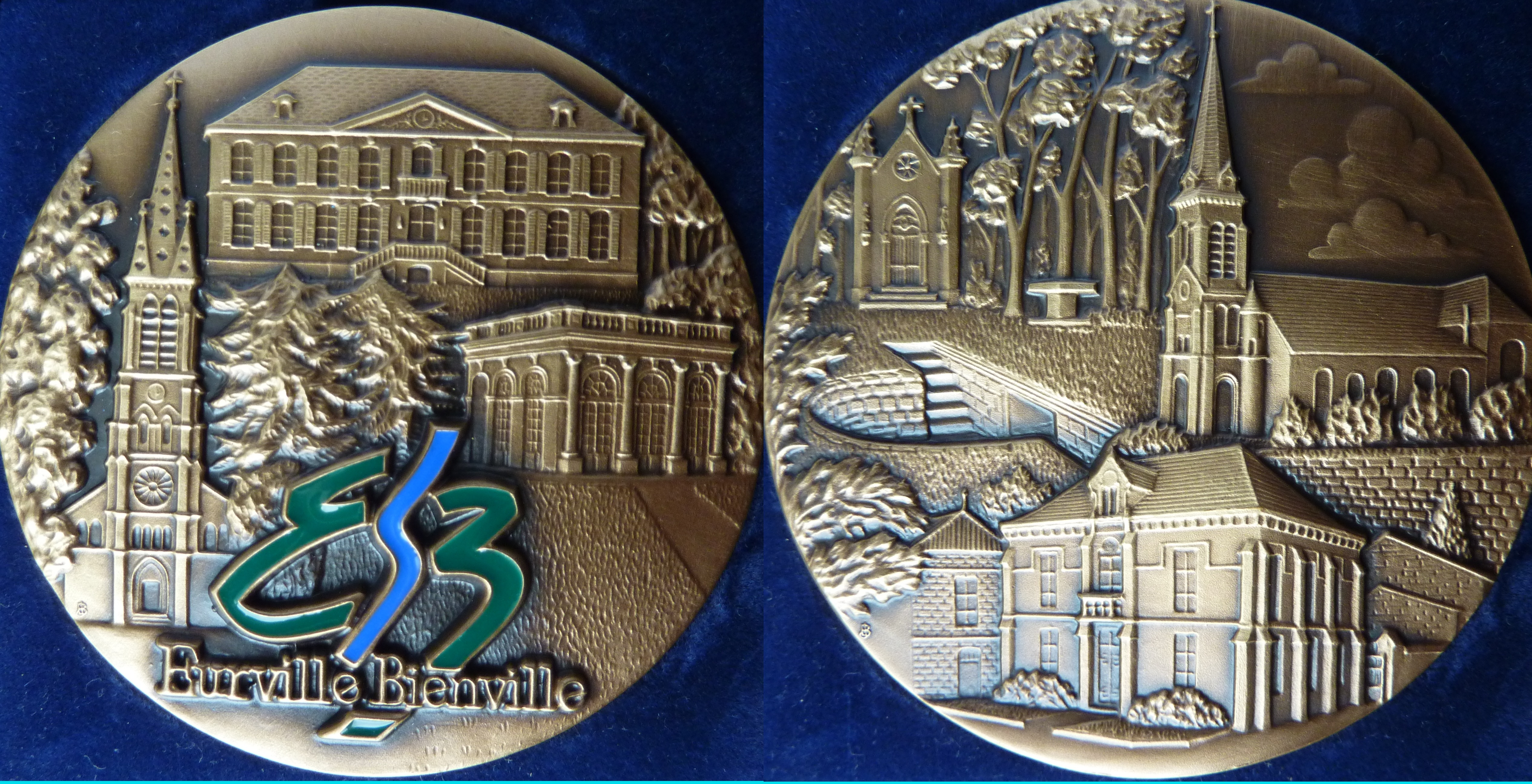
Médaille commémorative Eurville-Bienville.

### Patrimoine religieux
- Église de la Nativité de la Vierge (XIXe siècle), construite en style néo-gothique de 1851 à 1855 par Jean Jacques Nicolas Arveuf-Fransquin, architecte du diocèse de Reims[36].
- Église Sainte-Ménehould de Bienville, reconstruite en 1557[37].
- Fontaine de dévotion et chapelle rurale Sainte-Ménehould à Bienville[38].
- Croix de la Madeleine, Sainte-Ménehould, du Cugnot, Cunin, Saint-Roch (à Bienville), de la mère Deschamps, du Bénédicité, de la sortie du village (à Eurville).

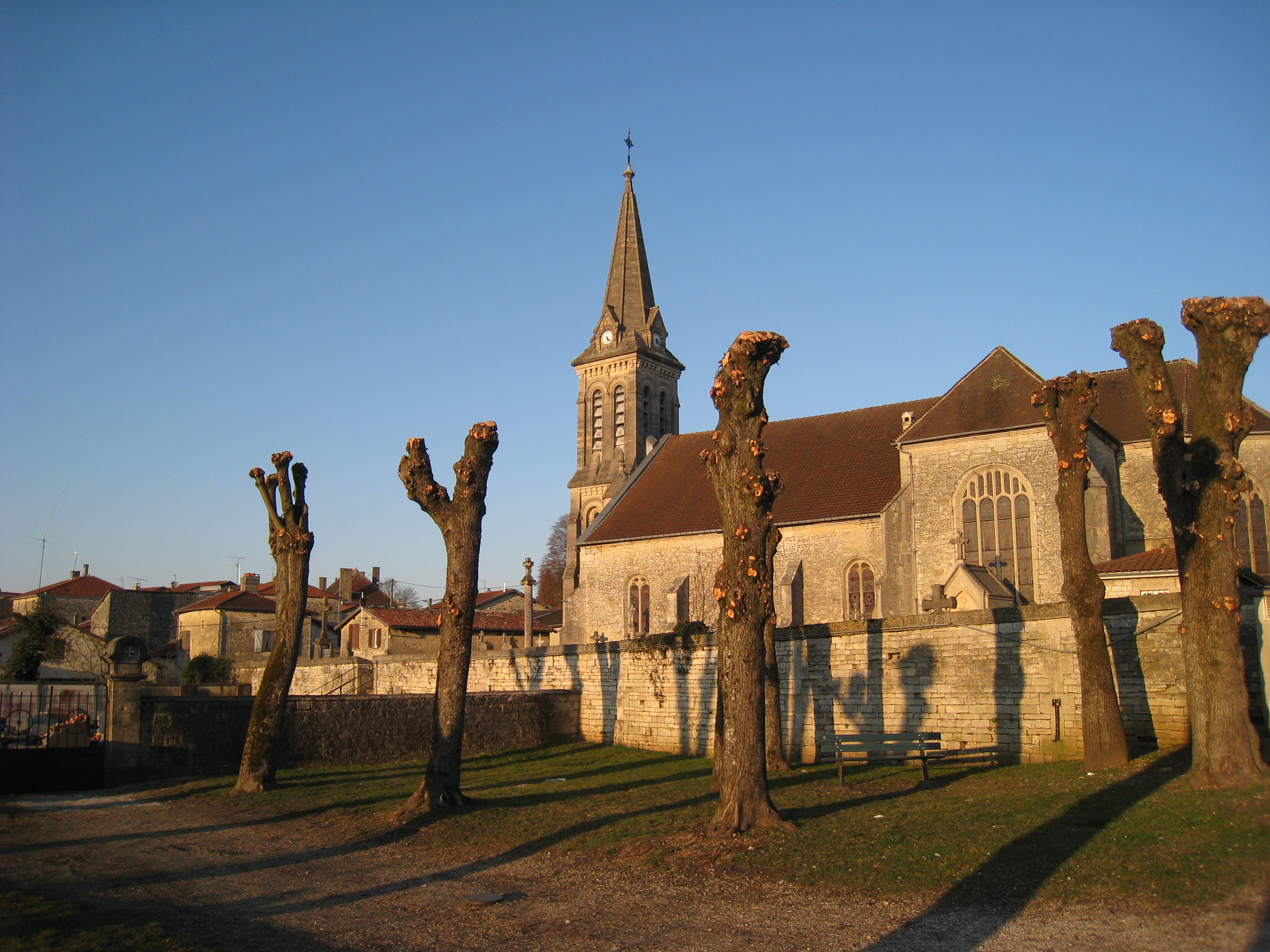
Église de Bienville.
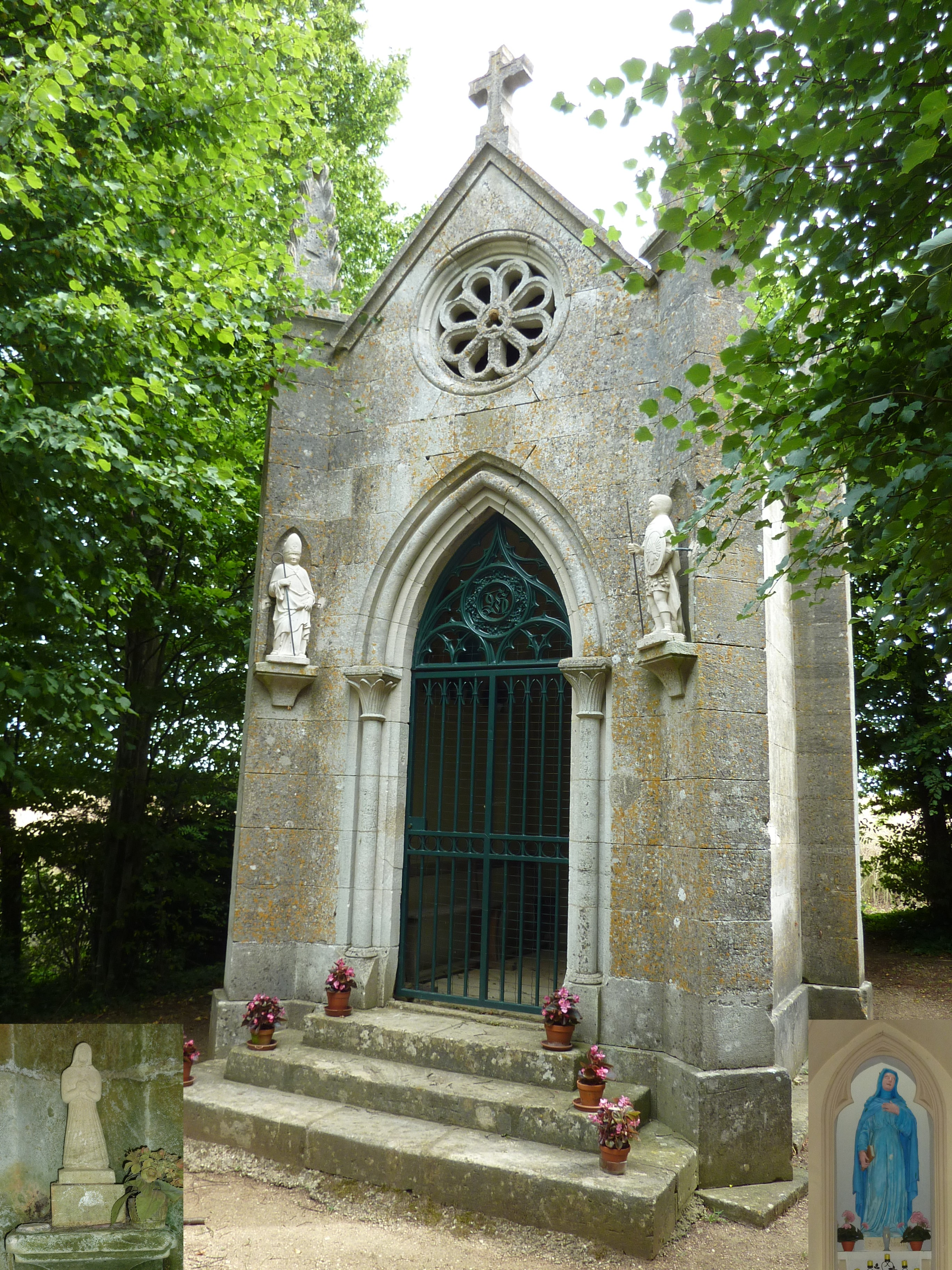
Chapelle Sainte-Menehould et statues de la sainte.

### Demeures et châteaux
- Le château d'Eurville son orangerie et pigeonnier XIXe siècle.
- Le château de Bienville datant du XVIIIe siècle, son parc à l'anglaise, sa cour d'honneur et son potager muni de ses murs, grilles et serres d'origines.

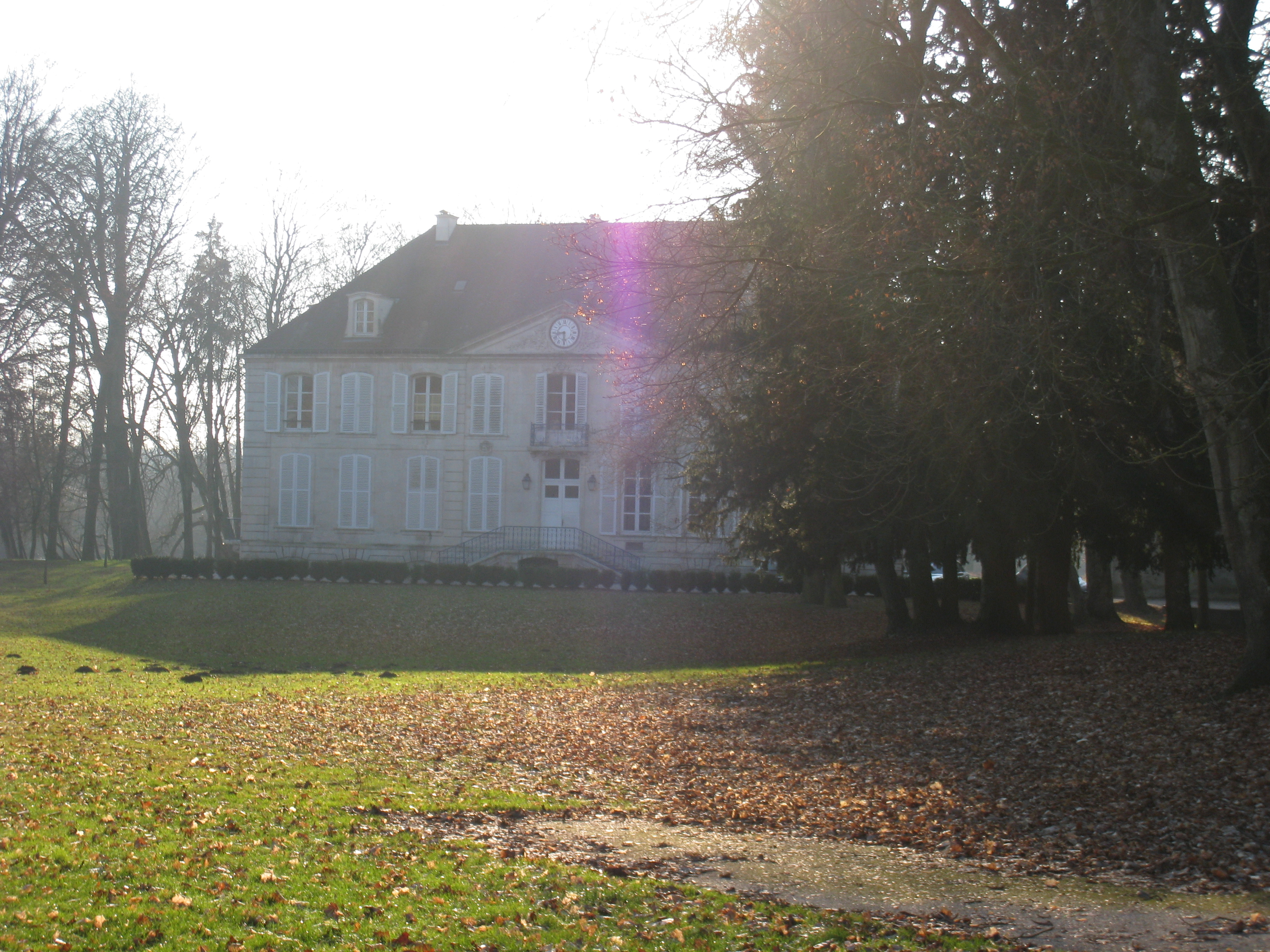
Château d'Eurville.
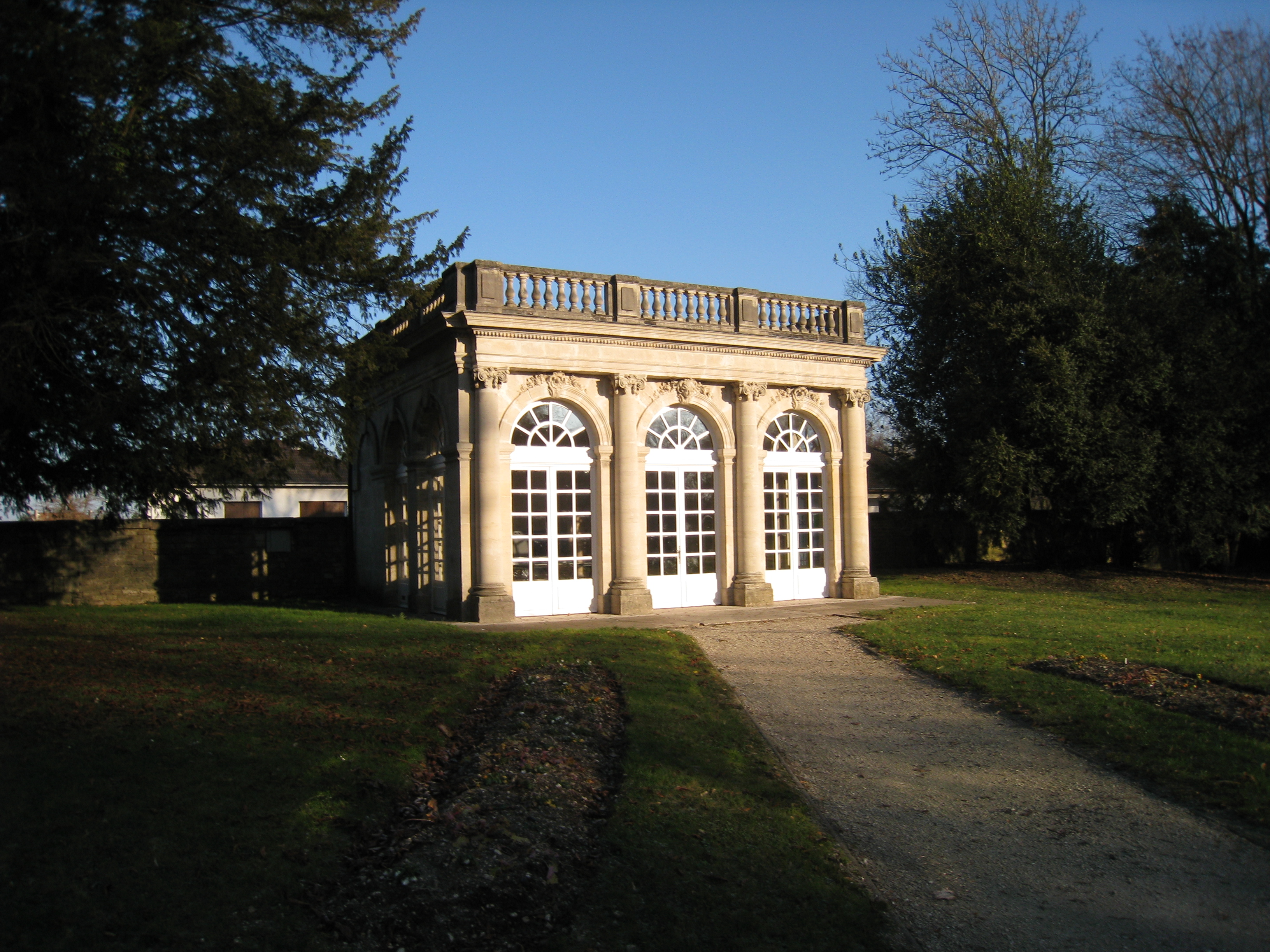
Orangerie du château d'Eurville.
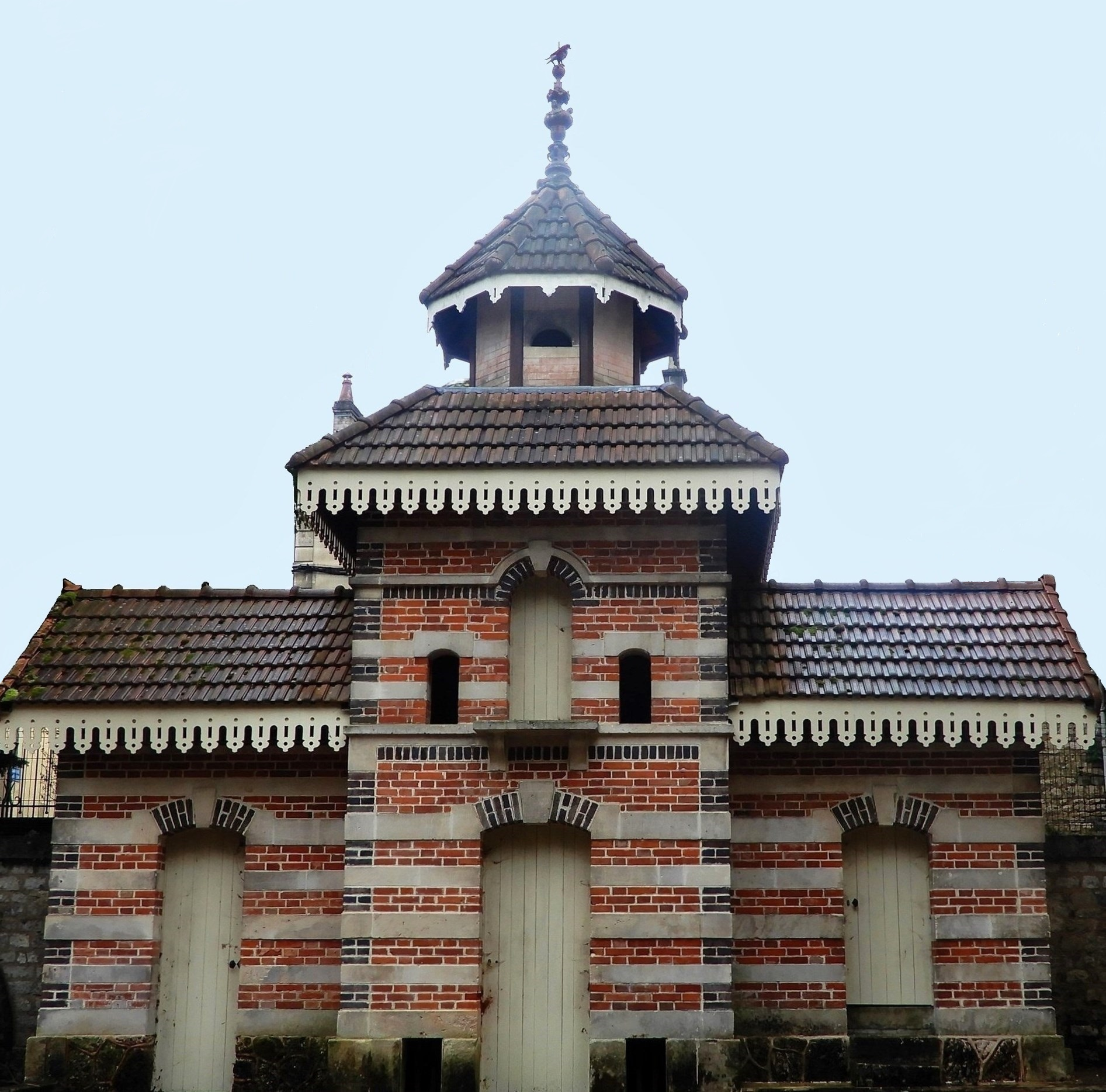
Pigeonnier du château d'Eurville
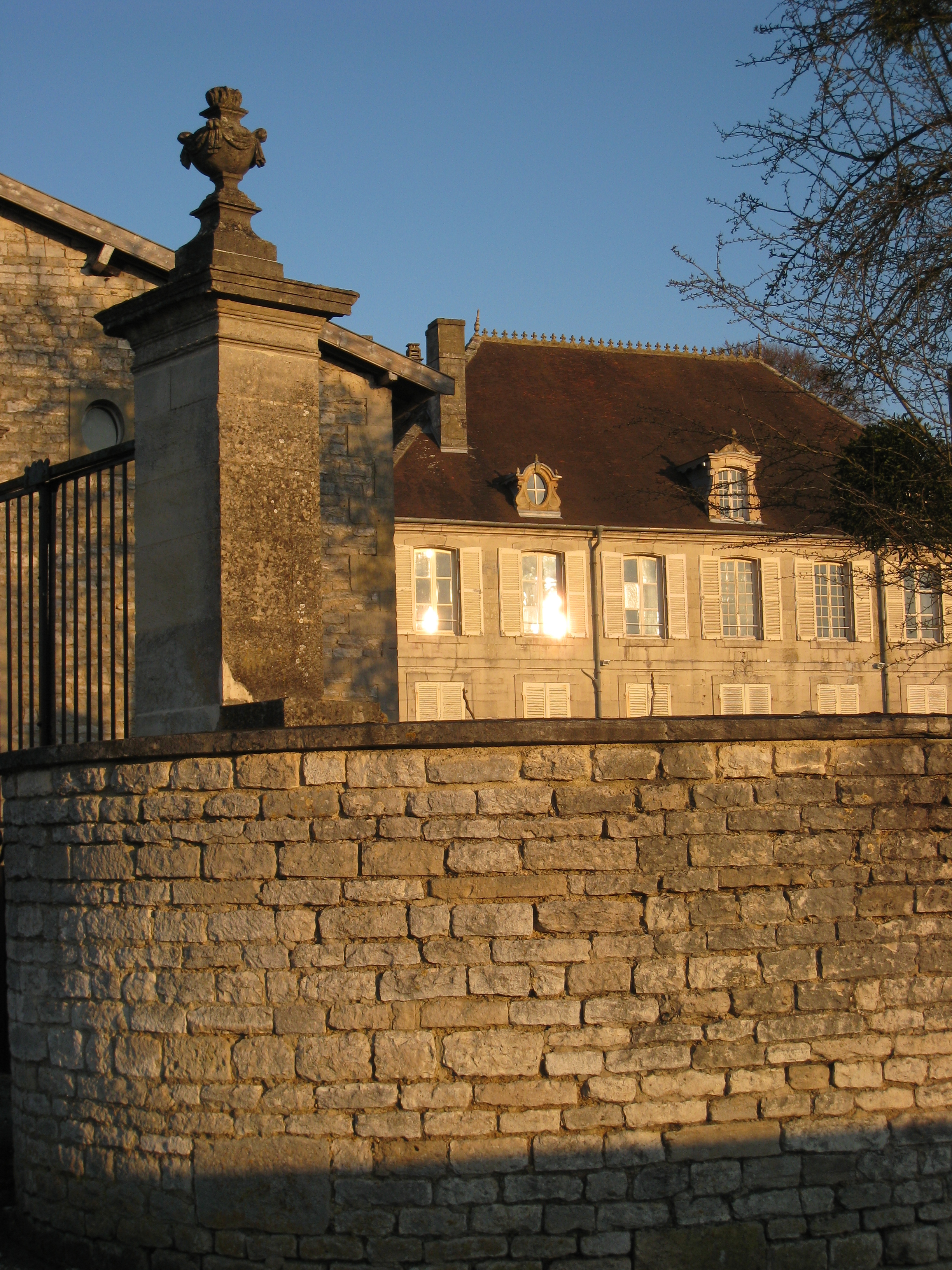
Château de Bienville.

### Cartes postales anciennes

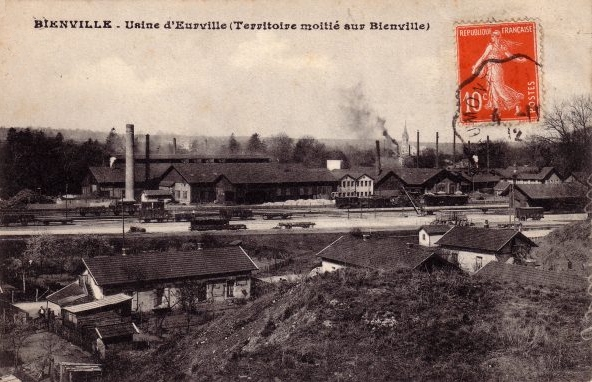
Vue des usines vers 1905.
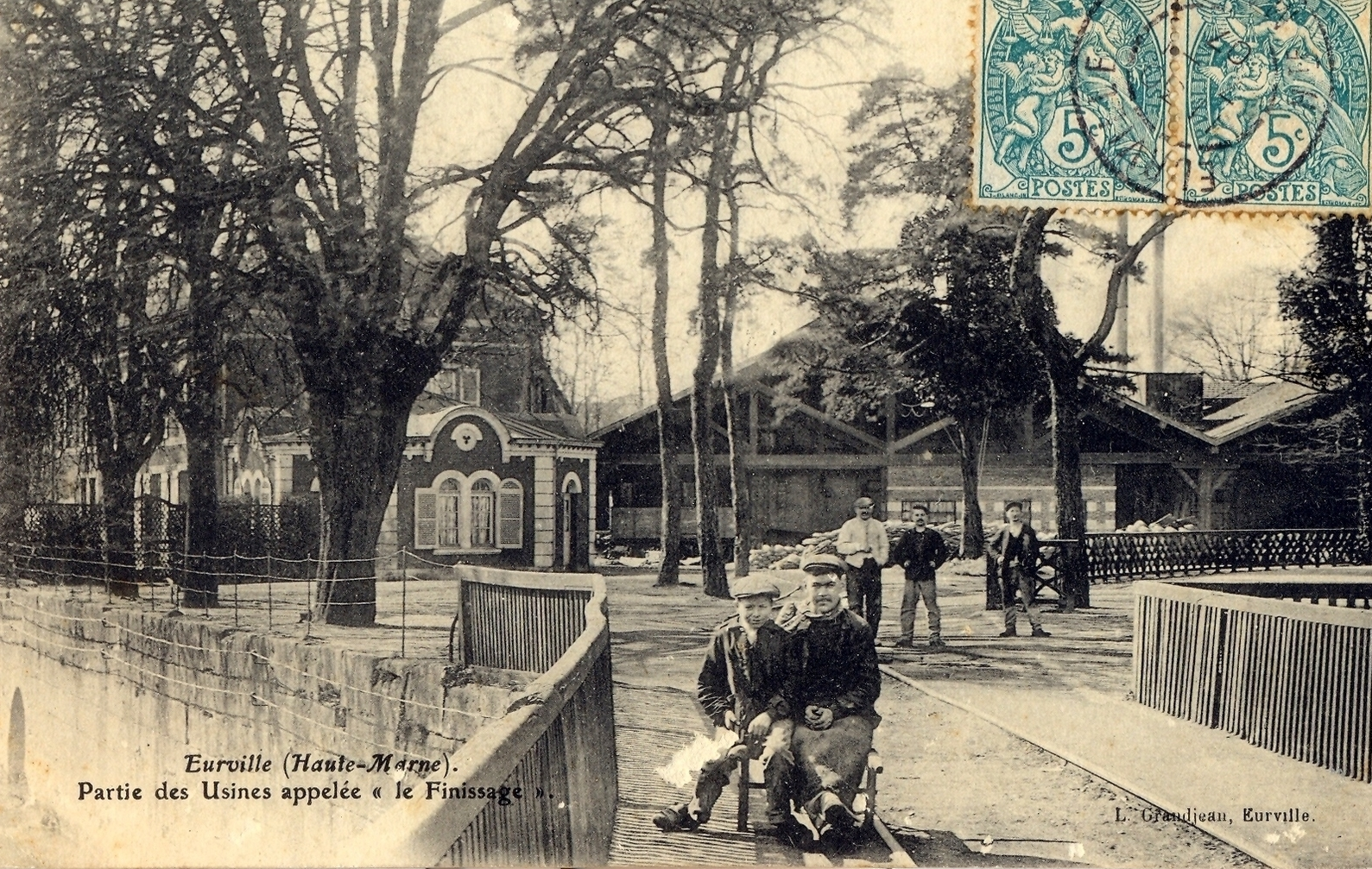
Ouvriers des usines vers 1907.
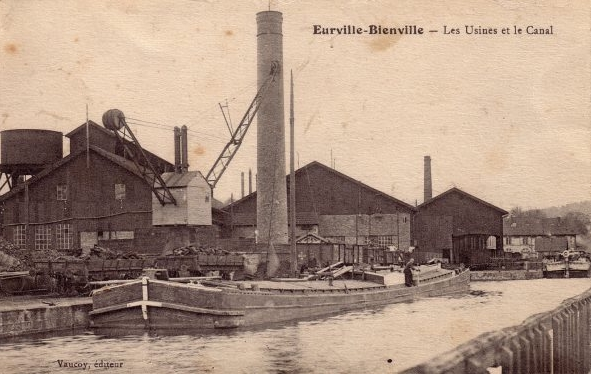
Les usines et le canal vers 1920.
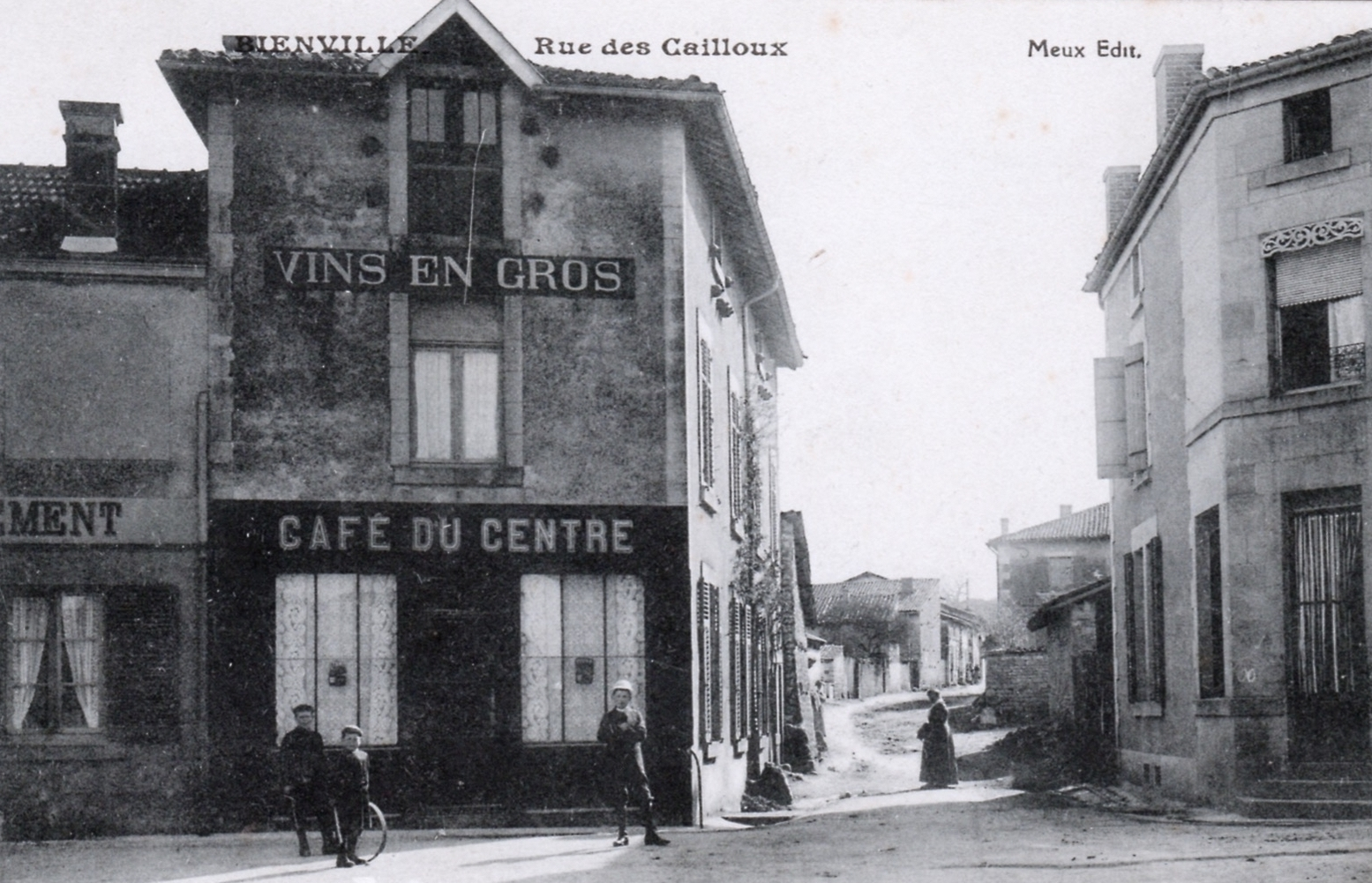
La rue des Cailloux à Bienville.
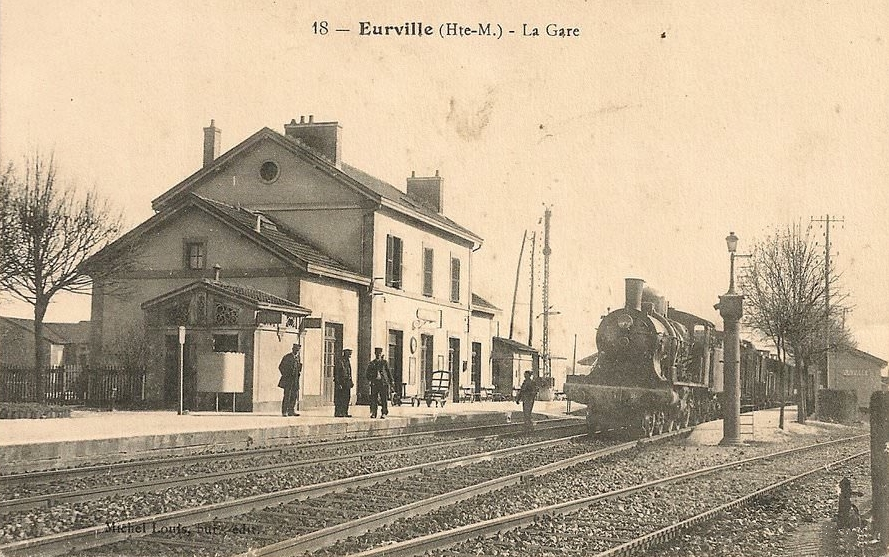
La gare vers 1920.
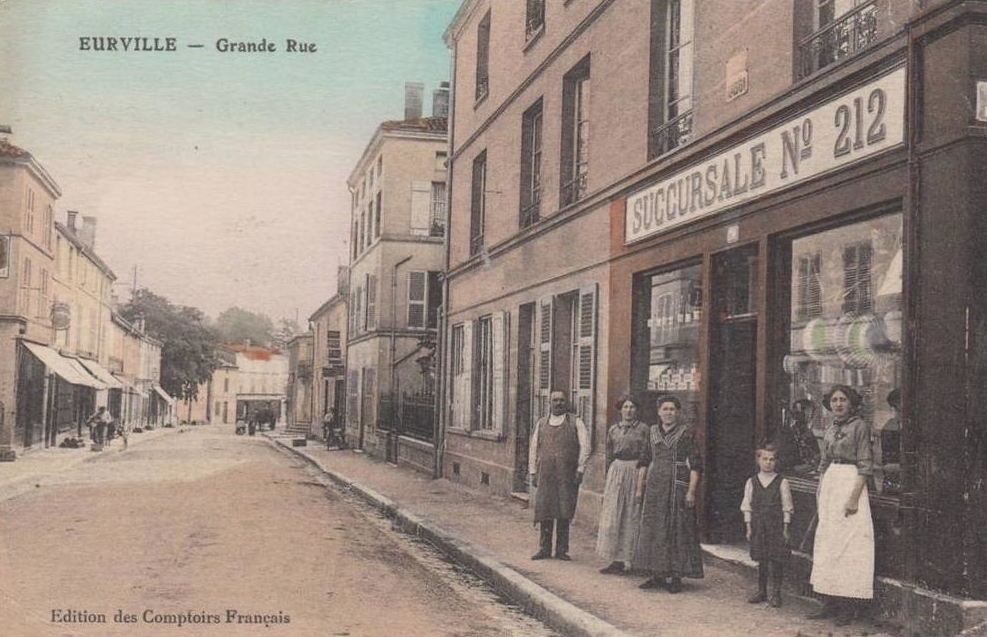
La Grande-Rue à Eurville vers 1920.

### Patrimoine industriel
- Centrale hydroélectrique et affinerie haut fourneau : sites classés à l'inventaire général du patrimoine culturel[39].

### Cinéma
- En 1946, Georges Lacombe profita de la reconstruction du pont sur la Marne, avenue Jacques Marcellot, pour tourner sur le chantier quelques scènes du film Martin Roumagnac, avec Jean Gabin et Marlène Dietrich.

## Personnalités liées à la commune
- François Victor Jean de Lespérut[23] (1774-1848), se marie avec la fille d'Henri Lepage, maire d'Eurville de 1815 à 1846, fait baron d'empire le 25 mai 1811.
- François Auguste de Lespérut[40] (1813-1873), fils du précédent, baron, député, maire d'Eurville de 1846 jusqu'en 1873.
- Jacques Marcellot (1861-1953) propriétaire des usines d'Eurville et de Bienville, maire et député.
- Alexandre Bretillon (1895-1978), as de l'aviation de la Première Guerre mondiale.
- Louis Bazire, ingénieur, député de la Vendée, directeur des usines J.Marcellot, donne son nom au stade.